# Михаловский, Казимеж
Казимеж Михаловский (пол. Kazimierz Józef Marian Michałowski; 14 декабря 1901, Тернополь, ныне Украина — 1 января 1981, Варшава) — польский археолог, египтолог, историк искусств, член ПАН, ординарный профессор Варшавского университета. Основатель польской школы средиземноморской археологии и основоположник нубиологии.

## Биография

### Научная карьера
Казимеж Михаловский окончил Тернопольскую гимназию, после чего получил высшее образование на философском факультете Университета Яна Казимира во Львове; там же был слушателем на лекциях философа проф. Казимежа Твардовского. Углублял знания в учебных заведениях Берлина, Гейдельберга, Парижа, Рима и Афин. Будучи ещё молодым учёным, участвовал в раскопках, проводимых в Дельфах, на Тасосе и Дилосе Французской школой в Афинах. В 1926 году во Львовском университете под научным руководством Эдмунда Булянды защитил докторскую диссертацию о ниобидах в греческом искусстве (в течение года диссертация была опубликована также на французском языке). В 1931 году получил хабилитацию, благодаря работе о эллинистических и римских портретах Делоса (год спустя работа была опубликована в Париже). Сразу после хабилитации был приглашён в Варшавский университет, где в 1931 году организовал кафедру классической археологии, в 1953 году переименованную в средиземноморскую, и стал ее руководителем вплоть до выхода на пенсию в 1972 году. По его инициативе в 1936 году польские археологи из Варшавского университета начали археологические работы в египетском Идфу.
Во время Второй мировой войны находился в немецком лагере для военнопленных Офлаг II C Вольденберг (Oflag II C Woldenberg), в который попал как офицер запаса и участник Сентябрьской кампании. Там руководил образовательной программой для пленных, проводил лекции и семинары по археологии и египтологии.
После войны Михаловский присоединился к делу восстановления польской культуры и науки. Ещё с 1939 года, когда был заместителем директора Национального музея в Варшаве, занимался организацией галереи древнего искусства, открытой для посетителей в 1949 году, а впоследствии – Галереи Фарас, открытой в 1972 году. Организовал много выставок, на которых демонстрировались памятники, найденные на раскопках под его руководством. В 1945–1947 годах был деканом гуманистического факультета Варшавского университета, затем – проректором этого же учебного заведения (1947–1948). В Александрии (1957–1958) и Абердине (1971) был приглашённым профессором. В 1956 году создал Отделение средиземноморской археологии Польской академии наук, которое сам и возглавил. В 1960 году привёл к открытию Центра средиземноморской археологии Варшавского университета в Каире, которым руководил до конца жизни. Образование центра считал своим самым большим достижением.

### Членство в научных организациях
Был членом многих польских и зарубежных академий, научных обществ и институтов: Национальной академии деи Линчеи, Британской академии, Академии наук ГДР, Саксонской академии наук, членом президиума комитета наук об античной культуре Польской академии наук, комитета ориентальных наук Польской академии наук, Археологического института Америки, Немецкого археологического института, Египетского института, Института египтологии Чехословацкой академии наук, Французского института археологии Дальнего Востока в Каире, Польского археологического общества (председатель 1953–1957 и почётный член), Общества нубийских исследований (председатель 1972), Международной ассоциации египтологов (вице-председатель Почётного комитета с 1976 года), Международной ассоциации Латинской эпиграфики (вице-председатель), Варшавского научного общества (генеральный секретарь 1949–1952), Международной ассоциации классической археологии, Археологического греческого общества, Союза историков искусств, Французской школы в Афинах.
Занимал должность председателя: Международного Комитета экспертов по спасению Абу-Симбела ЮНЕСКО (1961–1970), Международного комитета музеев археологии и истории ИКОМ (1965–1971).
Был экспертом ЮНЕСКО по делам музеев и археологических раскопок в Алжире (1966) и членом Комитета экспертов ЮНЕСКО по Мохенджо-Даро (1969). Получил звание почётного доктора университетов Страсбурга (1965), Кембриджа (1971), Упсалы (1977).

### Популяризация науки
Казимеж Михаловский активно занимался популяризацией средиземноморской археологии. Перевёл и издал книгу Уильяма Генри Болтона Вечность пирамид и трагедия Помпеи (1958) и широко распространил результаты работ в Идфу. Писал для польского еженедельника „Столица”, поднимая вопрос древних экспонатов в коллекциях Национального музея в Варшаве. Читал многочисленные лекции, проводил семинары, посвящённые античной тематике. Общественным эффектом этого стал рост заинтересованности данной отраслью науки – на открытой лекции проф. Михаловского в Национальном музее в Варшаве в 1957 году об искусстве древнего Египта приняло участие до 5 тыс. слушателей.

### Личная жизнь
Дедом Казимежа Михаловского был Эмиль Михаловский, посол в Галицкий Сейм, директор Учительской семинарии в Тернополе и бургомистр этого города. После Второй мировой войны Михаловский женился на Кристине Баневич (польск. Krystyna Baniewicz), дочери инженера Тадеуша Баневича (польск. Tadeusz Baniewicz), одного из основателей Подкова-Лесьна. Кристина Михаловская присоединилась к труду мужа – в последующие годы в вилле Баневичев в Подкове-Лесьной разместилась Мастерская средиземноморской археологии ПАН. Казимеж Михаловский умер в 1981 году, его могила находится на кладбище Брвинуве вблизи Подковы-Лесьной.

## Раскопки

### Идфу
По словам профессора Михаловского, не только для мира науки, но и в широкой общественной мысли цивилизованного общества фактический уровень культуры той или иной страны измеряется тем, имеет ли она собственные раскопки в Египте. В 1936 году благодаря его инициативе начались археологические работы в Идфу, которые продолжались до 1939 года. В экспедиции участвовали археологи из Варшавского университета и Французского института археологии востока. Это были первые раскопки с участием польских археологов на территории Средиземноморья. Работы проводились на некрополе фараонов и в античном городе греко-римских и византийских времен. Количество и художественное качество находок, обнаруженных во время первой кампании (1936 год), позволила создать экспозицию в галерее древнего искусства Национального музея в Варшаве (открытой в июне 1937 года).

### Мирмекий
Участие польских археологов в раскопках в Идфу вызвала интерес научного мира к работе польских исследователей и позволила начать следующие зарубежные раскопки. Михаловский организовал сотрудничество с советскими археологами в Крыму. В июле 1956 года группа польских археологов начала исследовательские работы в античной греческой колонии Мирмекии, которые проводились до 1958 года. Работы не велись совместно, как это было во время польско-французской миссии в Идфу. Учёные работали в двух отдельных командах, исследуя два участка. Польскую группу возглавлял проф. Михаловский, советскую – проф. Виктор Гайдукевич из Ленинградского университета. Обнаружено винодельню эллинистического периода со всем оборудованием и фрагменты жилых зданий. Все подвижные находки, найденные польской экспедицией, с согласия советского археологического отдела были перевезены в Варшаву.

### Атрибис
После Второй мировой войны проф. Михаловский хотел продолжить работу в Египте. Он мог восстановить исследования в Идфу, однако французам были запрещены раскопки. Проф. Михаловский решил, что, поскольку французские археологи во время Второй мировой войны не вернулись в Идфу без польских археологов, то и он этого не сделает. Новой территорией для раскопок стал Атрибис, столица десятого нома Нижнего Египта, современная Бенха. Работы продолжались в 1957–1969 годах. Обнаружено остатки: водопроводной системы римского города, сакральных сооружений Позднего периода, фундаменты святыни Амасиса II, депозит, печи для обжига извести и римские бани.

### Пальмира

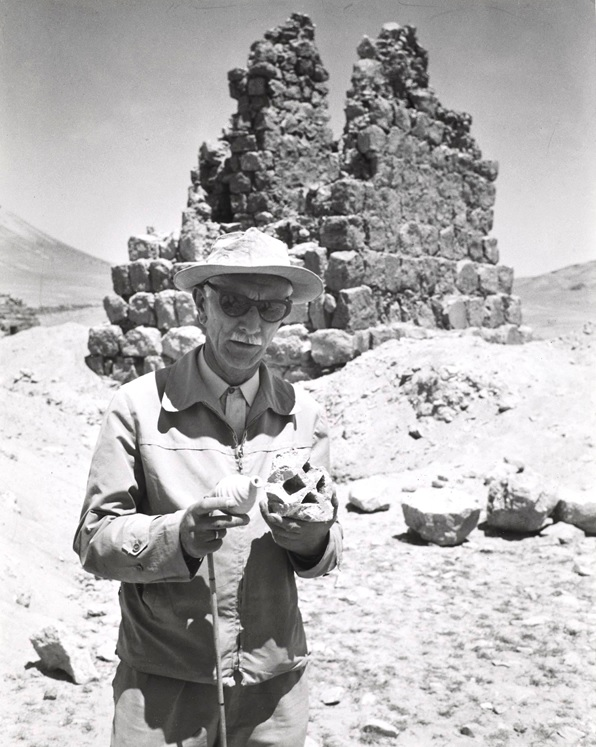
Казимеж Михаловский на раскопках в Пальмире, 1962

4 мая 1959 группа польских археологов под руководством проф. Михаловского начала раскопки в Пальмире; они продолжались до 1973 года. Работа археологов сосредоточилась на двух участках. Первым из них был т.н. лагерь Диоклетиана в западной части города, исследования проводились на территории между преторианскими воротами и Тетрапилоном, на форуме перед т.н. Святыней флагов и внутри самой святыни. Также исследовано городские стены и откопано фрагмент преторианского пути. На втором участке, в т.н. Долине могил, то есть на Пальмирской некрополии, открыто гробницу Забды, Алаина и Юлия Аврелия Гермеса. Раскопки позволили исследовать урбанистическое развитие города и осуществить датировки открытых зданий на основании найденных эпиграфических материалов. Сенсацией стало открытие клада, в котором находились ювелирные изделия и 27 золотых солидов Фоки, Ираклия I и Константа. Богатство и значение открытого материала было настолько большим, что с 1966 году в Варшаве начали издавать ежегодник „Studia Palmyreńskie”, которое выходит по сей день (2016). Польские археологи стали экспертами по исследованиям древней Пальмиры.

### Александрия
Раскопки в Александрии велись в 1960–1973/74 годах. Польские археологи стали первой зарубежной экспедицией, которой удалось получить разрешение на исследование в этом городе. Группы итальянских, английских и немецких учёных работали по контракту под патронатом Греко-римского музея а Александрии. Исследования были трудные, поскольку в 1740-х годах Мухаммед Али Египетский приказал построить в этом месте новый город. Следы прошлого находятся под новой застройкой. Раскопки концентрировались на территории Ком эль-Дикки. Здесь открыто монументальные римские бани с большим количеством бассейнов и цистерн и римскую виллу. Польские археологи раскопали также первый найденный на территории Египта театр. Это открытие было настолько сенсационным, что проф. Михаловский получил от городских властей дополнительные средства на продолжение работы. Античный театр был полностью раскопан и реконструирован. Сейчас это один из главных туристических объектов Александрии, который используется для показа спектаклей. Таким образом удалось сохранить древнее здание между современными сооружениями. На территории Ком эль-Дикки польские археологи исследовали также две арабские некрополии.

### Дейр эль-Бахри
Работы в Дейр эль-Бахри начались в 1961 году по просьбе египетского министра культуры, которому было важно восстановить святыню правительницы Хатшепсут. С 1968 года с группой археологов работали также инженеры из Польских мастерских по реставрации памятников, выполняя строительно-реконструкционные работы в этой же святыни. Во время работ, связанных с этим заказом, проф. Михаловский открыл неизвестную до того времени гробницу Тутмоса III (уже во время первой кампании), что вызвало перенос большинства исследований на этот участок. Святыня оказалась исключительной с точки зрения расположения и планирования, которое отличалось от остальных сакральных зданий эпохи Нового царства. Раскопки продолжались до 1972 года.

### Фарас

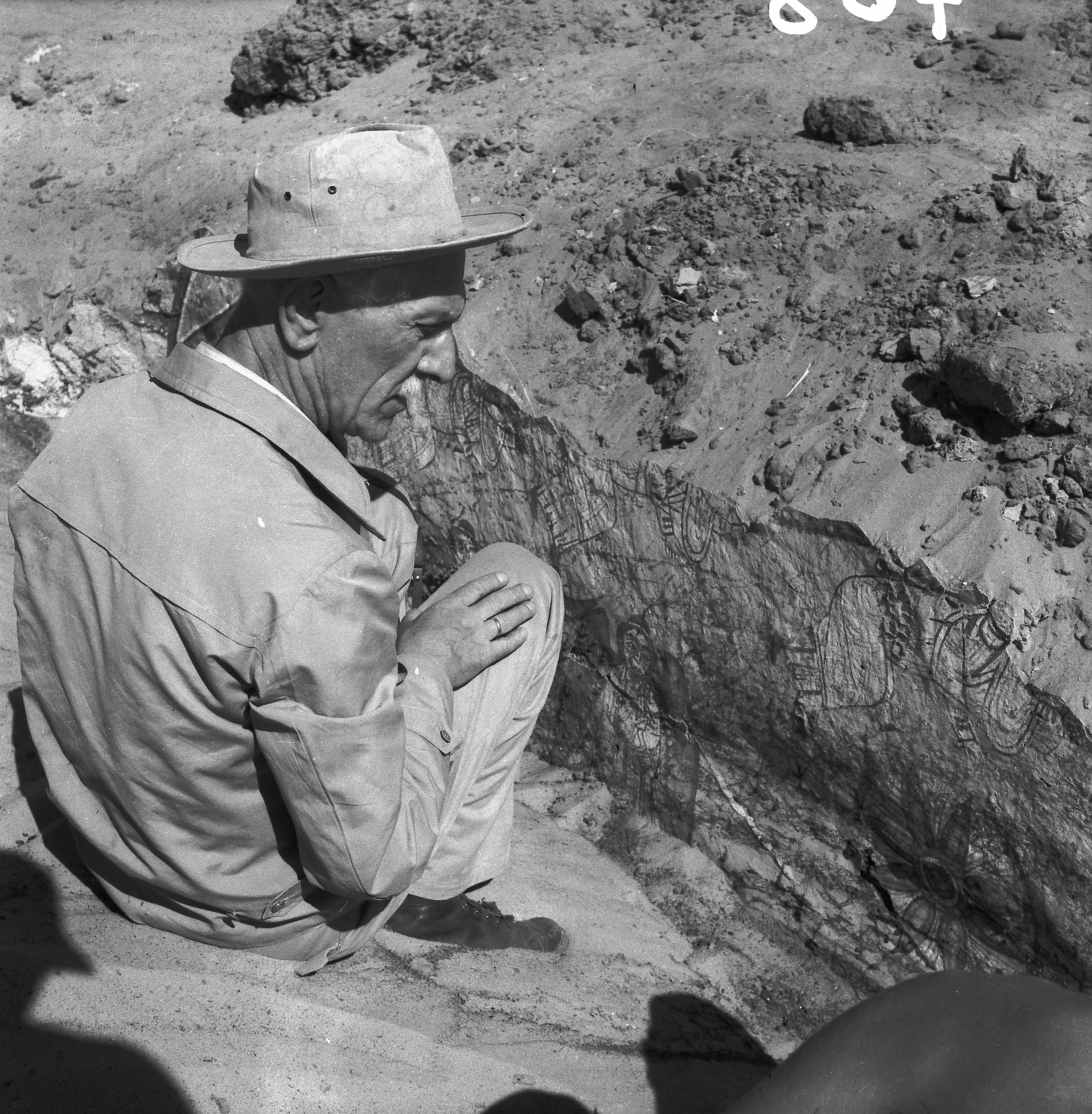
Казимеж Михаловский на раскопках в Фарас

Фарас, античный Пахорас, был столицей северного царства Нубии. В 1961–1964 годах здесь прошли спасательные раскопки под руководством проф. Михаловского. Эти исследования были частью большого проекта, т.н. Нубийской кампании, проводимой под патронатом ЮНЕСКО, целью которой было спасение памятников от затопления водами Нила из-за строительства Высокой Асуанской плотины. Тогда были найдены руины средневековой базилики фараских епископов, а в ней – стенные росписи на религиозную тематику, датированные VII–XIV веками. Комплекс т.н. фресок с Фараса (на самом деле это не фрески, а росписи, выполненные темперой на сухой иловой штукатурке), который насчитывает более 150 рисунков, оказался одним из крупнейших и интереснейших открытий Нубийской кампании. 67 росписей, часть каменного архитектурного убранства базилики и других храмов и зданий в Фарасе, эпитафии местных епископов и священников, а также местные изделия ремесленников, в том числе расписанная керамическая посуда, находятся в Галерее Фарас им. профессора Казимежа Михаловского в Национальном музее в Варшаве. Остальные находки с Фараса находятся в Национальном музее Судана в Хартуме.

### Донгола
Проф. Михаловский начал раскопки в Донголе в 1964 году; в 1965–1972 годах ими руководил Стефан Якобельский. В Старой Донголе от VIII до начала XIV века находились резиденции правителей объединенных царств Нубии. Уже первые недели работ принесли результаты – открыто центральный неф церкви с сохранившимися in situ колоннами. Это открытие вошло в литературу под названием „церковь с колоннами” (kościół z kolumnami). Найденные в нём надгробные надписи позволяют датировать её на 2 пол. VIII века. Капители в этой сакральной постройке по стилю похожи на обнаруженные в базилике в Фарасе. Кроме того под церковью исследователи наткнулись на старые фундаменты сакральной постройки. Также проведены раскопки второго здания, построенного на плане креста, и мечети, которая, как оказалось, была построена на бывшем царском дворце, а не на христианской святыни, как считалось ранее. К тому же польские археологи обнаружили баптистерий. С 1966 года польская экспедиция параллельно проводила раскопки в доисторическом пласте в окрестностях села Гаддар.

### Абу-Симбел
В Абу-Симбел проф. Михаловский не занимался раскопками, однако вместе с группой польских археологов участвовал в операции по защитным работам скальных святынь Рамсеса II, которые были под угрозой затопления водами озера Насер. Участниками проекта были и другие зарубежные археологи, в частности итальянские и французские. По одной из идей, нужно было перенести памятники в более безопасное место, по другой – оставить их на месте. ЮНЕСКО созвало по этому поводу специальную комиссию, в состав которой вошли Генеральный директор ЮНЕСКО, глава совещательного комитета, и три эксперта – среди них и проф. Михалевская. Они поддержали шведско-египетский проект, в котором планировалось разрезать святыни на крупные части весом до 30 тонн, перенести их в другое место и реконструировать. Проф. Михаловский возглавил экспертный комитет по 7 человек, который наблюдал за работами по переносу святынь Рамсеса II. Работы продолжались 10 лет и закончились успехом.

### Неа Пафос
В июле 1965 года польская археологическая миссия Варшавского университета под руководством проф. Михаловского начала раскопки в Неа Пафос на Кипре. Этот город был основан в конце IV века до н.э. как порт для греческих паломников, которые прибывали сюда воздать хвалу Афродите. Уже в первые дни работ в юго-западной части Пафоса были открыты мраморные статуи Асклепия и Артемиды. Найдено и монеты с профилем Александра Македонского, подтверждавшие дату основания города. Открыто городскую застройку эллинистического периода с сохранившимися росписями в т.н. первом помпейском стиле и дворец римского проконсула с частными банями. Это сооружение украшала мозаика Тесея, который борется в лабиринте с Минотавром, а за ними наблюдают Ариадна и женщина-персонификация Крита. Это самая красивая декорация подобного типа на всём Средиземноморье. Польские раскопки показали, что город Неа Пафос был главным политическим центром острова. Работы, начатые проф. Михаловским, продолжаются Центром средиземноморской археологии им. Казимежа Михаловского.

## Отличия, награды и места памяти
В 1947 году „за заслуги в деле защиты шедевров польской культуры” Михаловский получил командорский крест и командорский крест со звездой Ордена Возрождения Польши, 21 июля 1977 – Орден Строителей Народной Польши I класса. Также он стал лауреатом Государственной награды I и II степеней. Кроме того, получил Орден „Знамя Труда” I класса, крест Virtuti Militari V класса (за кампанию 1939 года), Золотой Крест Заслуги; египетский Орден Республики II класса, сирийский Орден Заслуг I класса, Офицерский и командорского крест французского Ордена Почетного легиона, командорский крест Ордена Короны Италии, командорский крест греческого Ордена Феникса, Большой офицерский крест бельгийского Ордена Леопольда I.
В его честь назван Центр средиземноморской археологии Варшавского университета и Галерея Фарас в Национальном музее в Варшаве. В 2001 году Почта Польская тиражом 200 тыс. экземпляров выдала открытку по случаю 100-летия со дня рождения проф. Михаловского с изображениями профессора и одного из нефов фараской базилики. В парке Каирского египетского музея находится бюст проф. Михаловского, а в коллекции музея Варшавского университета – много оставленных им предметов. Фамилией профессора названо несколько улиц в польских городах.
С 2015 года публичной гимназии в Подкове-Лесьной присвоено имя Казимежа Михаловского.

## Избранные публикации

### Научные труды
- (Délos XIII). Les portraits héllenistiąues et romains, Paris 1932.
- Delfy, Lwów 1937; изд. II Warszawa 1949; изд. III 1959.
- Tell Edfou. Fouilles franco-polonaises, I–III, Le Caire 1937, 1939, 1950 (соавтор).
- Sztuka starożytna, Warszawa 1955.
- Mirmeki. Wykopaliska odcinka polskiego w r. 1956, Warszawa 1958.
- Technika grecka, Warszawa 1959.
- Palmyre I. Fouilles polonaises 1959, Warszawa 1960.
- Palmyre II. Fouilles polonaises 1960, Warszawa 1962.
- Palmyre III. Fouilles polonaises 1961, Warszawa 1963.
- Palmyre IV. Fouilles polonaises 1962, Warszawa 1964.
- Palmyre V. Fouilles polonaises 1963–64, Warszawa 1966.
- Faras I. Fouilles polonaises 1961, Warszawa 1962.
- Faras II. Fouilles polonaises 1961–62, Warszawa 1965.
- Faras. Centre artistique de la Nubie chrétienne, Leiden 1966.
- Faras. Die Kathedrale aus dem Wustensand, Zürich-Köln 1967.
- L'art de l'ancienne Égypte, Paris 1968 (Art of Ancient Egypt, New York 1969; Aegypten. Kunst und Kultur, Freiburg-Basel-Wien 1969; Arte y civilisación de Egipto, Barcelona 1969).
- Nie tylko piramidy, Warszawa 1966; 1969, 1972 – пер. на немецкий; 1977 – пер. на чешский.
- Jak Grecy tworzyli sztukę, Warszawa 1970.
- Od Edfu do Faras. Polskie odkrycia archeologii śródziemnomorskiej, Warszawa 1974.
- Palmyra, Warszawa 1968.
- Karnak, Warszawa 1969.
- Aleksandria, Warszawa 1970.
- Luksor, Warszawa 1971.
- Piramidy i mastaby, Warszawa 1972.
- Teby, Warszawa 1974.
- Karnak, Warszawa 1976.
- Luksor, Warszawa 1976.
- Piramidy i mastaby, Warszawa 1976.
- Teby, Warszawa 1976.
- Delfy, Warszawa 1976.
- Akropol, Warszawa 1976.

### Статьи
- Les Niobides dans l'art plastique grec de la seconde moitié du Vème siecle, „Eos”, 30 (1927), с.175–193.
- Ein Niobekopf aus den Sammlungen des Fürsten Radziwiłł in Nieborów, AA 1927, с. 58–70.
- Zum Sarkophag aus S. Constanza, RM, XLIII, 1928, с.132–146.
- Virgile et les beaux arts, „Eos”, 33 (1930), с. 43–58.
- Un portrait égyptien d'Auguste au Musée du Caire, „Bull. de l'Inst.Français au Caire” 1935, с. 73–88.
- La fin de l'art grec, BCH, 1946, с. 385–392.
- Les expositions itinérantes dans les musées de Pologne, Museum, III z. 4, 1950, с. 275–282.
- Rapport sur la prospection du terrain dans la région de la mosquée de Nabi Daniel en 1958, „Bull. de la Fac. de Droit-Université d'Alexandrie”, 13 (1958), с. 37–43.
- Kalos Limen, EAA IV, Roma 1961, с. 304–305.
- Les fouilles archéologiques et l'art antique au Musée National de Varsovie, „Bull. Mus. Nat. de Varsovie”, 3 (1962), с. 62–63.
- Peintures chrétiennes du VIIe s. à Faras, „Bull. Mus. Nat. de Varsovie”, 3 (1962), с. 3–8.
- Palmira, EAA V, Roma 1963, с. 900–908.
- La Nubie chrétienne, „Africana Bulletin”, 3 (1965), с. 9–26.
- Archéologie méditerranéenne en Pologne aprés la seconde guerre mondiale, „Études et Travaux”, 1 (1966), с. 5–22.
- Algérie – la modernisation des musées en Algérie, Le Courrier de l'UNESCO, Mai 1966, с. 1–45, annexe, с. 34–45.
- Les deux Asclepios de Nea Paphos, RA, 2 (1968), с. 355–358.
- Polish Excavations in Old Dongola 1964, „Kush” 14 (1969), с. 289–299.
- Open Problems of Nubian Art and Culture in the Light of the Discoveries at Faras, „Kunst und Geschichte Nubiens in christlicher Zeit”, 1970, с. 11–20.
- Classification générale des peintures murales de Faras, „Mélanges Devambez” 2 (RA 1972), с. 375–380.
- Tell Atrib, EAA VIII Supplemento, Roma 1973, с. 799–800.
- Ancient Egyptian Yisual Arts, „Encyclopaedia Britannica”, 15 (1974), с. 248–258.
- Nouvelles recherches sur la topographie de Palmyre, „Mélanges d'histoire ancienne et d'archéologie offerts à Paul Collart”, (Cahiers d'Archéologie Romande 5), 1975, с. 305–306.
- Les fouilles archéologiques polonaises en Afrique, „Africana Bulletin” 25, 1976 (1978), с. 13–26.
- Études sur les tendances actuelles dans la pratique de fouilles archéologiques. Suggestions et idées générales pour l'établissement des „musées-sites", „Rocznik MNW”, 24 (1980), с. 345–355.
- Zabytki sztuki dziedzictwem ludzkości, „Zabytki sztuki sakralnej dobrem kultury narodowej", 1980, „Materiały Problemowe”,  6 (1980), с. 57–60, 246.

### Издания на русском языке
На русском языке издано несколько фотоальбомов, посвящённых памятникам древности, автором текста в которых был Казимеж Михаловский:
- Пальмира, Варшава 1968.
- Александрия, Варшава 1970.
- Карнак, Варшава 1970.
- Дельфы, Варшава 1977.
- Акрополь, Варшава 1983.